# Bouchard Ier de Vendôme
Pour les articles homonymes, voir Bouchard de Vendôme.
Bouchard Ier le Vénérable ou le Vieux, issu d'une de ces lignées de « comtes vassaux » des Robertiens, de la famille des Bouchardides, est le fils de Bouchard Ratepilate comte de Vendôme à qui il succède à la mort de ce dernier entre 956 et 967. Il devient également comte de Corbeil, de Melun et de Paris. Il est la tige de la première famille de Vendôme.

## Biographie
Envoyé très jeune par ses parents à la cour d'Hugues le Grand (939/941-996) selon la coutume des seigneurs francs, il devient l'ami d'Hugues Capet, fils de ce dernier, et devint un personnage de premier plan pendant son règne, fidèle entre les fidèles.
Hugues Capet, encore duc des Francs, souhaite mettre les places fortes de Corbeil et de Melun sous le contrôle d'un fidèle. Dans ce but, avant ou en 973 il marie Bouchard le Vénérable à Élisabeth Le Riche, dite Élisabeth de Melun, veuve d'Haymon comte de Corbeil. Bouchard devient donc comte de Corbeil à son tour par ce mariage, et Hugues Capet, suzerain, lui donne la garde des comtés de Melun à cette occasion,, ainsi que le comitatus ou comté de Paris et l'abbaye de Saint-Maur-des-Fossés. 
Tenant Corbeil et Melun, Bouchard contrôle la navigation sur la Haute-Seine et en particulier l'arrivée des vivres dans Paris. Il construira le château de la Ferté-Alais, au bord de l'Essonne alors navigable, pour la surveillance des bateaux et du péage ; c'est aussi la porte du comté de Paris par la vallée de l'Essonne.
En mars 981, Bouchard avec l'évêque d'Orléans, Arnoul, et d'autres fidèles, accompagnent Hugues Capet à Rome pour une entrevue avec Otton II qui avait conclu à son insu  à Margut-sur-Chiers le 5 juillet 980, un traité avec Lothaire, privant la Francie occidentale des deux duchés de Lotharingie. 
En 987, Hugues Capet est couronné roi. Faisant face à des rivalités qui l'entraîneront hors de son royaume, il donne le comté de Paris à Bouchard. Devenant ainsi comte royal, Bouchard n'est pas vassal mais officier,. Hugues Capet fait sacrer son fils Robert en 988, et constitue un conseil de régence le temps de la minorité de ce dernier. Les membres de ce conseil sont Bouchard, Hugues de Dreux, Ansoud II Le Riche, et Hugues vicomte de Meulan.
En 991, Bouchard défend les intérêts d'Hugues Capet au concile de Saint-Basle à Reims contre l'archevêque Arnoul de Reims accusé de trahison envers Hugues Capet, avec tant de succès que le roi promeut Renaud, le fils de Bouchard; déjà chancelier de France, à l'évêché de Paris.
La même année, Eudes Ier de Blois, prend Melun en soudoyant le vicomte Gautier, lieutenant de Bouchard le Vénérable, comte de Vendôme, Montoire, Lavardin, Corbeil, Melun, et de Paris. Le château de Melun étant fief royal, Hugues Capet leva ses vassaux, Foulque Nerra comte d'Anjou, gendre de Bouchard, et Richard Ier duc de Normandie. Les Normands arrivèrent avec leur armée et une flotte. Ils réussirent à pénétrer par une porte dissimulée dans la partie inférieure du rempart se trouvant sur la seine qu'ils avaient démoli et Melun fut reprise. Gautier fut pendu près d'une porte du château et sa femme après avoir subi d'inouïs outrages fut elle aussi pendue mais par les pieds, la chemise tombant le long du corps le laissant apparaître nu, terrible châtiment relaté par nombre d'historiens contemporains. Eudes Ier de Blois s'enfuit.  
Bouchard et Eudes de Blois s'affrontent de nouveau plus tard à la bataille d'Orsay; Eudes perdant s'enfuit derechef. C'est l'occasion pour le comte Bouchard de faire don de la mouvance de Gometz-le-Châtel et de la Ferté-Choisel à l'évêché de Paris,.
À sa mort, au début de l'année 1007 et le 27 février le comte Bouchard, après s'être retiré à l'abbaye de Saint-Maur-des-Fossés, comme simple novice où son beau-fils Thibaut était abbé, donne en héritage à son fils Renaud, évêque de Paris, les comtés de Vendôme et de Melun ; le comté de Corbeil passa à Mauger qui avait épousé la fille du comte Aymon de Corbeil prédécesseur de Bouchard ; le titre de comte de Paris fut à tout jamais supprimé.

## Famille
Enfants par Elisabeth, comtesse de Corbeil, jeune veuve de Aymon mort au cours d'un pèlerinage à Rome :
- Élisabeth, ou Adèle[10], mariée à Foulque III Nerra qui mourut brûlée vive en l'an mil (selon la légende ce serait Foulques Nerra qui l'accusant d'adultère, furieux qu'elle ne lui ait pas donné d'enfant mâle la brûla vive dans sa chambre) ;
- Renaud, chancelier de France le 20 juin 988/989[3] (au plus tard dans sa quinzième année) ; évêque de Paris, comte de Vendôme.

## Source
- Eudes de Saint-Maur[11], Vie de Bouchard, Comte de Melun et de Corbeil vers 1058 - en latin et avec traduction en français.